# NGC 6745-2
NGC 6745-2 (другие обозначения — PGC 200361, UGC 11391, ZWG 229.13, IRAS19000+4040) — спиральная галактика в созвездии Лира.
Этот объект входит в число перечисленных в оригинальной редакции «Нового общего каталога».
В галактике вспыхнула сверхновая SN 1999bx типа II. Её пиковая видимая звёздная величина составила 16.5.